# Loxostege pallidalis
Loxostege pallidalis là một loài bướm đêm trong họ Crambidae.